# Giovanni Lonardi
Giovanni Lonardi (* 9. November 1996 in Verona) ist ein italienischer Radrennfahrer.

## Sportlicher Werdegang
Nach dem Wechsel in die U23 fuhr Lonardi zunächst für den italienischen Radsportverein General Store-Bottoli-Zardini und zuletzt 2018 für Zalf Euromobil Fior. Bei Rennen des nationalen Kalenders erzielte er in dieser Zeit mehr als 10 Siege und 20 weitere Podiumsplatzierungen. In der Saison 2018 konnte er bereits seine ersten drei Erfolge auf der UCI Europe Tour erringen, unter anderem gewann er eine Etappe des U23-Rennens Giro Ciclistico d’Italia.
Zur Saison 2019 wurde Lonardi Mitglied im UCI Professional Continental Team Nippo-Vini Fantini-Faizanè und entschied zwei Rennen auf der UCI Asia Tour für sich. Als das Team Ende 2019 aufgelöst wurde, wechselte Lonardi zum Team Bardiani CSF Faizanè. Mit Etappengewinnen bei der Tour of Antalya 2020 und der Bulgarien-Rundfahrt 2021 konnte er weitere Erfolge seinen Palmarès hinzufügen.
Nach zwei Jahren bei Bardiani CSF erhielt Lonardi zur Saison 2022 einen Vertrag beim Eolo-Kometa Cycling Team. Gleich im ersten Rennen für sein neues Team erzielte er einen Erfolg, als er mit der Clàssica Comunitat Valenciana den Saisonauftakt der UCI Europe Tour 2022 gewann. Im Jahr 2024 sicherte er sich die Punktewertung der Tour of Antalya sowie eine Etappe der Türkei-Rundfahrt.

## Erfolge
2018
- eine Etappe Giro Ciclistico d’Italia
- Circuito del Porto
- Popolarissima

2019
- eine Etappe Tour de Taiwan
- eine Etappe und Punktewertung Tour of Thailand

2020
- eine Etappe Tour of Antalya

2021
- eine Etappe Bulgarien-Rundfahrt

2022
- Clàssica Comunitat Valenciana

2024
- Punktewertung Tour of Antalya
- eine Etappe Türkei-Rundfahrt

## Grand-Tour-Platzierungen
| Grand Tour            | 2019 | 2020 | 2021 | 2022 | 2023 | 2024 |
| --------------------- | ---- | ---- | ---- | ---- | ---- | ---- |
| Giro d’ItaliaGiro     | DNF  | 125  | –    | –    | –    | 128  |
| Tour de FranceTour    | –    | –    | –    | –    | –    |      |
| Vuelta a EspañaVuelta | –    | –    | –    | –    | –    |      |